# Отель Тулуз
Отель Тулуз (фр. Hôtel de Toulouse), ранее отель де ла Врийер (фр. Hôtel de La Vrillière) — историческое здание в Пале-Руаяле (I округ Парижа), расположенное по адресу улица де ла Врийер, дом № 1. С 1811 года здание является штаб-квартирой Банка Франции.

## История
Здание отеля построено между 1635 и 1640 годами по проекту архитектора Франсуа Мансара для Луи Фелипо, сеньора де ла Врийер (1598—1681). Здесь находилась знаменитая  «Позолоченная галерея» (Galerie dorée), для которой Фелипо заказал знаменитым живописцам девять картин:
- Гверчино —

- Катон Утический, прощающийся с сыном, 1635.
- Мольба матери Кориолана, 1643.
- Герсилия, разнимающая Ромула и Тита Тация, 1645.

- Пьетро да Кортона —

- Цезарь, восстанавливающий Клеопатру на троне Египта, ок. 1637—1643.
- Нахождение Ромула и Рема Фаустулом, ок. 1643.
- Август и сивилла, 1656.

- Алессандро Турки — Смерть Клеопатры, ок. 1640.
- Никола Пуссен — Камилл передаёт фалерийского школьного учителя его ученикам, 1637.
- Карло Маратта — Император Август закрывает двери храма Януса, 1655—1657.

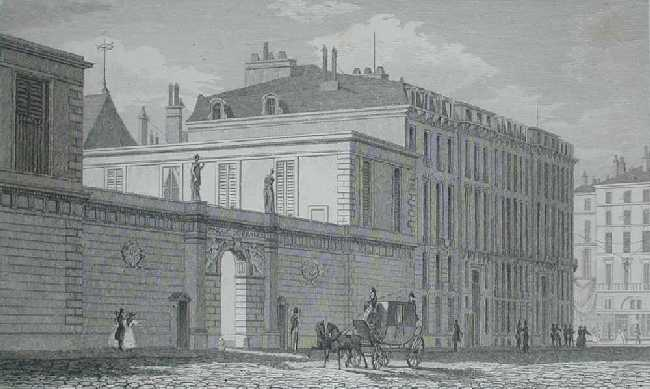
Вид на главный вход отеля Тулуз.

В 1712 году Луи-Александр де Бурбон, граф Тулузский (сын Людовика XIV и маркизы де Монтеспан), приобрёл отель де ла Врийер и поручил Роберту де Коту, главному королевскому архитектору, его реконструкцию и перепланировку.
После смерти графа Тулузского в 1737 году отель стал парижской резиденцией его сына Луи-Жана-Мари де Бурбона, герцога де Пентьевр; здесь родилась его дочь Луиза-Мария-Аделаида де Бурбон. Также в отеле проживала мадам де Ламбаль, вдовая невестка герцога де Пентьевр, вплоть до начала Великой французской революции.
Отель Тулуз был конфискован как национальное имущество в 1795 году. Императорским указом от 6 марта 1808 года Наполеон I санкционировал продажу особняка Банку Франции, который сделал его своей штаб-квартирой в 1811 году.

## В кино
В отеле Тулуз снимались некоторые сцены из фильма Софии Копполы 2006 года «Мария Антуанетта» (покои принцессы в юности). Также здесь снимались два других фильма, оба французских: «Все утра мира» (1991) и «Ватель» (2000).

## Известные жильцы

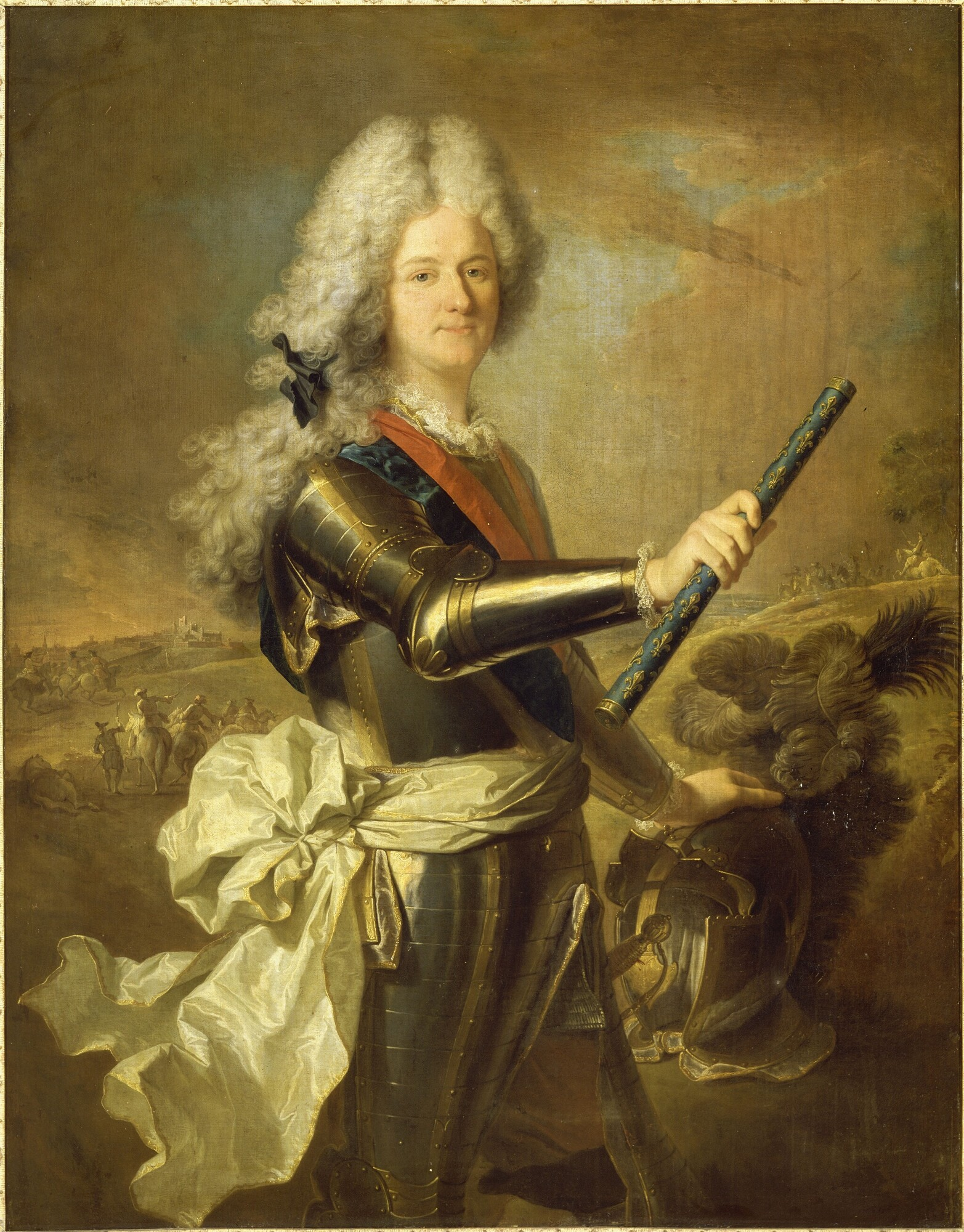
Луи-Александр де Бурбон, граф Тулузский
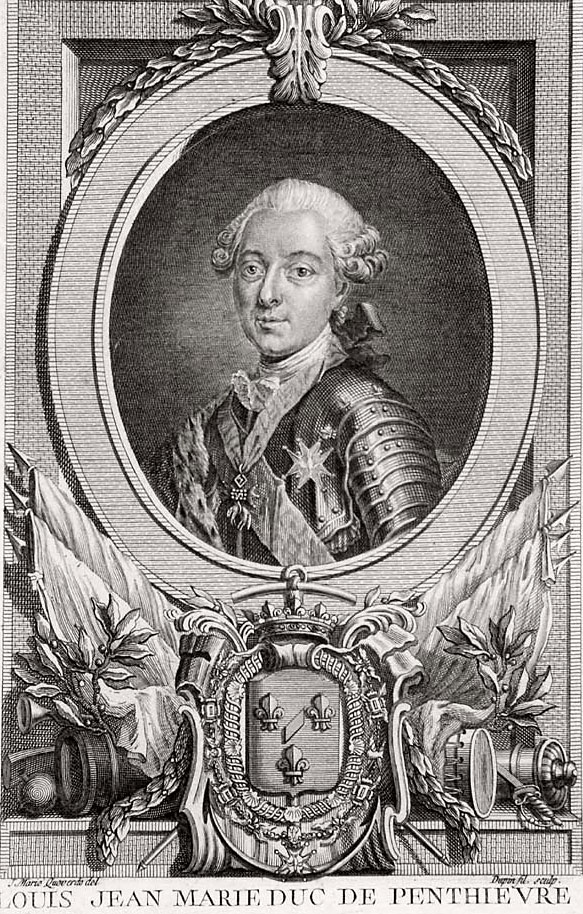
Луи-Жан-Мари де Бурбон, герцог де Пентьевр
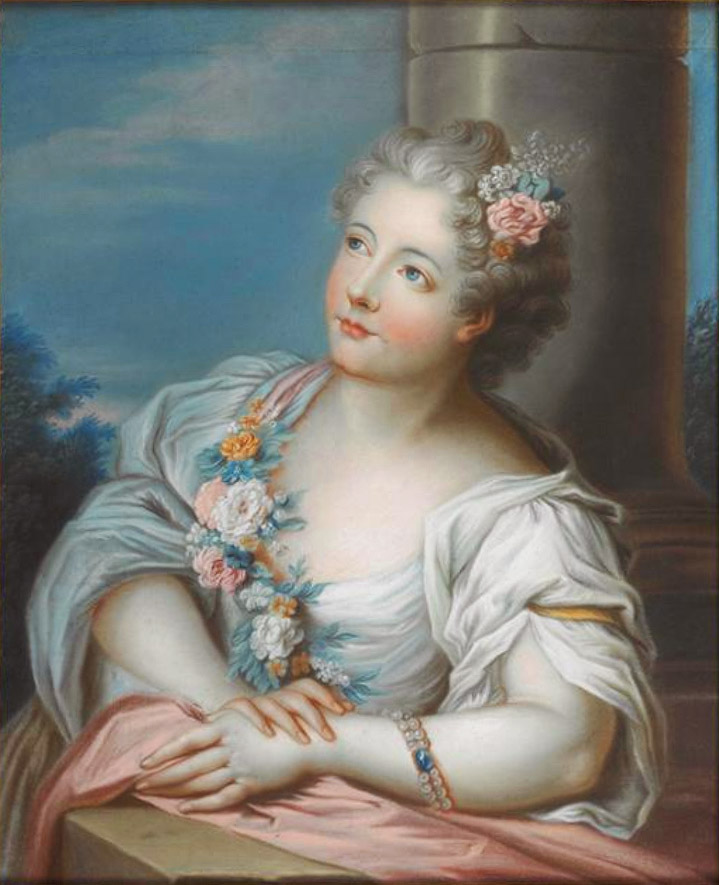
Мария-Виктория де Ноай, жена графа Тулузского
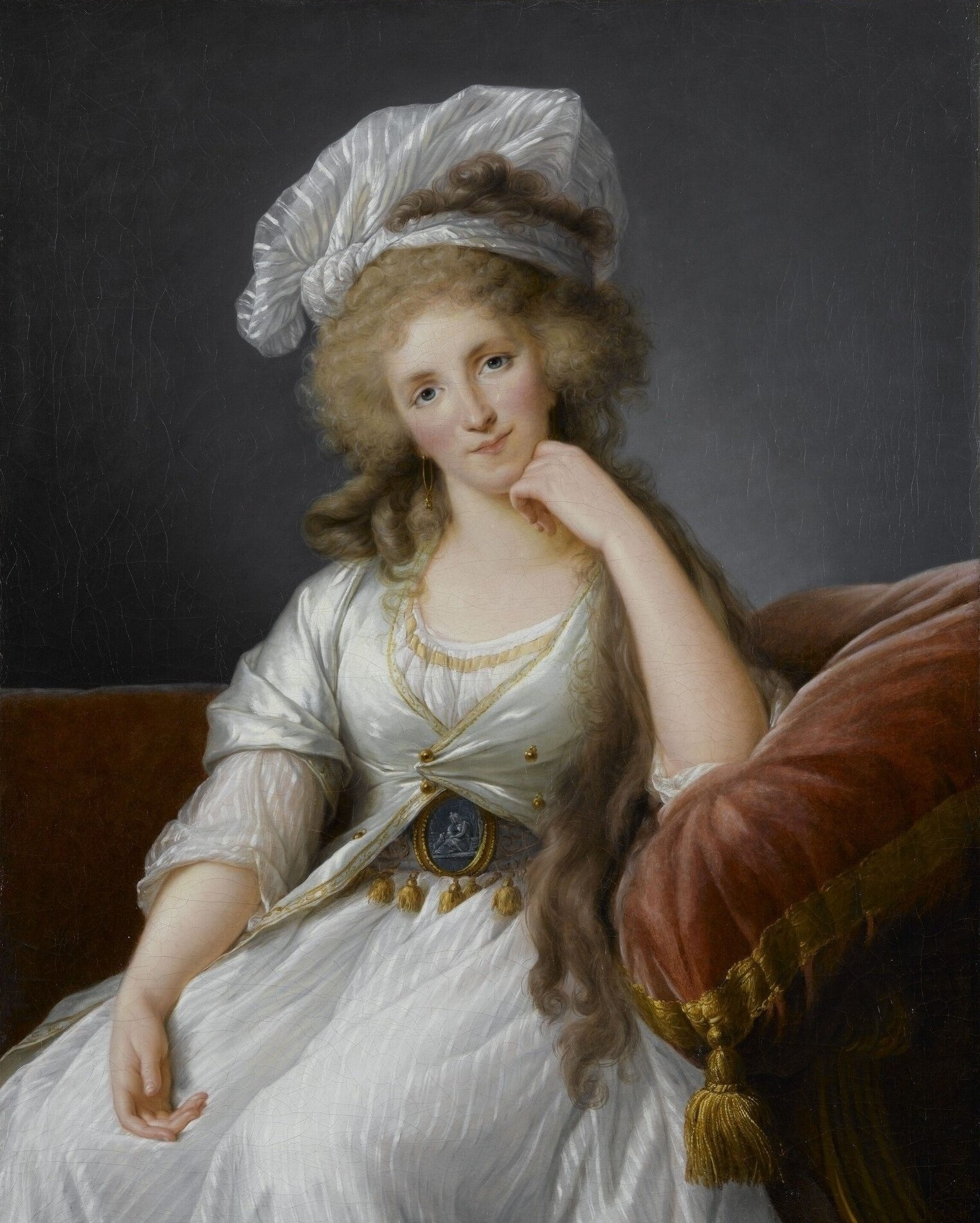
Луиза-Мария-Аделаида, мадемуазель де Пентьевр